# Textomat
Textomat ist eine Textverarbeitung des Anbieters Data Becker aus Düsseldorf, geschrieben in Assemblersprache für die Heimcomputer Commodore C64, Atari ST, Commodore Amiga und Schneider CPC. Ferner gab es auch eine Version für den PC.
Die Software war Teil einer Reihe von Anwendungssoftware der Firma Data Becker, die in jenen Jahren alle das Kürzel -mat im Namen führten. So gab es die Datenbank Datamat, die Tabellenkalkulation Kalkumat, die Musikerstellungssoftware Synthimat und weitere Applikationen.
Diese Software wurde in einem stabilen weißen, rotberandeten DIN-A5-Ordner vertrieben: ein frühes Vereinheitlichen des Aussehens („Corporate Design“), das die Produkte aus dem Hause Data Becker (zumeist Bücher zu Computeranwendungen) bis heute (Stand 2006) beibehalten haben.
Textomat für den C64 erschien 1983, die verbesserte Version Textomat Plus 1985. Textomat ST erschien 1986 als eine der ersten Textverarbeitungen für den Atari ST.